# قهوه رودزهایمر
قهوه رودزهایمر یک نوشیدنی الکلی قهوه از رودزهایم آم راین در آلمان است که در سال ۱۹۵۷ توسط سرآشپز تلویزیون آلمانی هانس کار آدام ابداع شد. این یک نوشیدنی محبوب در قهوه خانه‌ها است.
برندی آسباخ اورالت و حبه‌های قند به یک فنجان اضافه می‌شود. در رودزهایم، یک فنجان که به‌طور ویژه برای این نوشیدنی طراحی شده است مورد استفاده قرار می‌گیرد. برندی را فلامبه کرده و یک دقیقه تکان می‌دهند تا شکر حل شود. قهوه قوی اضافه می‌شود و سپس یک خامه فرم گرفته شیرین شده با شکر وانیلی افزوده می‌شود. تکه‌های شاکولاتی به عنوان تزئین بر روی خامه پخش می‌شوند.

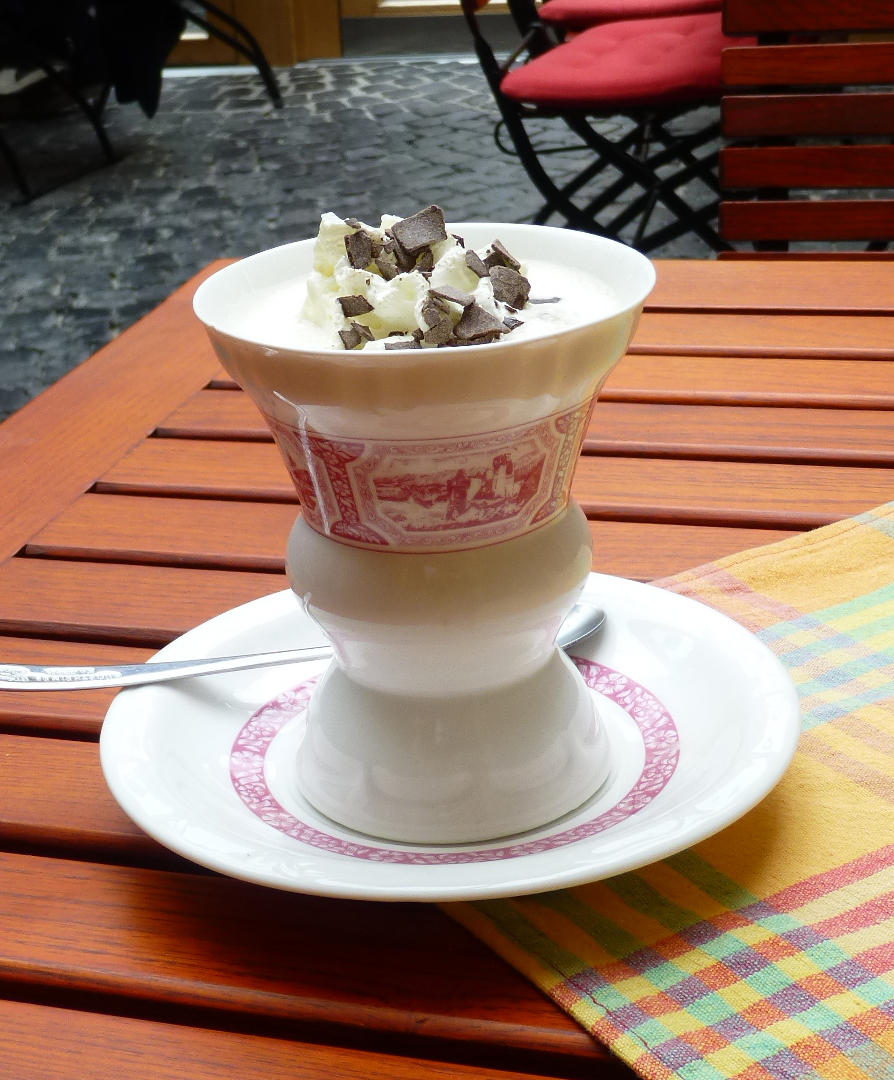
کافه ویژه ای که در رودزهایم در سال ۲۰۱۴ سرو شده است